# خورخي لينغان
جورغ لينغان (بالإنجليزية: Jorge Lingán)‏ هو عالم نبات بيروفي.